# 路易斯安那州
路易斯安那州（法語：État de la Louisiane），簡稱路州，是美國的一個州，位於墨西哥灣沿岸。此州以對比強烈的文化、地理景觀著名。如嘉年華會的狂歡和荒野沼澤地中的寂靜；並混合美國幾乎所有的重要文化元素，如印地安、西班牙、法國、英國和非洲等文化。盛產石油。

## 歷史

1862年美國內戰-新奧爾良戰爭

在17世紀被歐洲人發現以前，「路易斯安那」主要是美洲土著民居住。史載第一批前來該州的歐洲人是在1528年開始，西班牙人埃尔南多·德·索托乃第一個發現「路易斯安那」北方河谷的人。其時西班牙人在密西西比河河口駐紮。
1682年，法國人熱內-羅貝·卡瓦利爾宣佈「路易斯安那」是法國屬地，以紀念法國國王路易十四而命名。此後該地已有大量的法國移民居住，因此该州至今都是美国比较主要的法语地区之一。随着法国人不断深入密西西比河流域，密西西比河沿岸的贸易和商业规模日益扩大，新奥尔良逐渐成为商业与贸易的中心。
在1756-1763年间的七年战争中法国战败，将密西西比河以东的新法兰西完全割让给英国。为了不让英国在北美一家独大，法国在战败前将法属路易斯安那割让给西班牙。但不久后路易斯安那的法国移民发动叛乱，加上西班牙经济恶化和墨西哥的反抗活动加剧，无暇管理殖民地的西班牙将其交还法国。
美國於1776年立國後，不断进行领土扩张活动，加上1783年的《巴黎条约》把密西西比河以东所有英国殖民地割让给美国，美国与法国的殖民地隔河相望。1803年，拿破仑在对反法同盟的战争中无暇顾及法国的海外殖民地，因此美國能够以1500万美元的价格向法國进行路易斯安那购地并購得「法属路易斯安那」。日後随着美国移民大举西进，法属路易斯安那北部与南部的因地理环境和人口构成不同而产生的差异日子扩大，因此再劃分為數州，现代的路易斯安那州僅為其中一小部分。
1812年4月30日，路易斯安那建州，成为加入联邦的第18个州。起初州府为新奥尔良，后迁至巴吞鲁日。
由于美国南方一直以种植园经济为主，其奴隶制的存在因素一直存在，导致南方各州一直没有废除奴隶制。路易斯安那因为平原广布加上河网密布，具有极大的种植园经济优势，因此成为奴隶制的坚定拥护者。1860年林肯当选总统后，南方分离倾向空前强大，导致路易斯安那州于1861年1月26日退出联邦，同年2月4日加入美利坚联盟国。
南北战争期间，为了打击南方战争机器的经济基础，北方联邦政府对南方进行海上封锁，加上1861年后北军的作战活动范围迅速扩大到路易斯安那，新奥尔良数次易手，路州的经济遭受重创。战争结束后，路州被军事接管，直到1868年7月4日才被联邦政府重新接纳。但此后该州被军事管制，其民政政府直到1877年1月2日才恢复职权。
战后，路易斯安那与南方沿海几个州一样陷入了严重的衰退，为了保护白人的利益，路易斯安那州在1870年代颁布了种族隔离法律，到了1890年代，种族主义和歧视严重到迫使几十万路易斯安那的黑人北上寻找工作和机会，这导致非裔人口占比下滑，从战前的50%以上下滑到35%左右。
直到二战之前，路易斯安那州一直以农业为主，经济落后且工业严重不足。随后墨西哥湾油田的发现改变了路易斯安那州的经济结构，石油化工行业飞速发展，但同时由于污染（存在于新奥尔良到巴吞鲁日之间的癌巷）和汽车的普及导致了白人群飞现象，几个大城市的犯罪率迅速升高，城市衰退问题严重。时至今日，路易斯安那州的谋杀率高居本土48州之首，盗窃、抢劫等恶性犯罪率也高于全国平均水平。
2005年6月，卡特里娜飓风在升级为3级飓风后在路易斯安那州南部沿海登陆，其引发的风暴潮和海水倒灌对新奥尔良市区造成严重破坏，大量难民逃至巴吞鲁日。路州政府指责小布什领导下的联邦政府救援效率低下，但民众认为路州政府也有责任和同样的低效率问题。
2010年英国石油公司在墨西哥湾的深水地平线号石油钻井平台因人为失误发生严重泄露事故，大量石油进入海洋环境，墨西哥湾北部几个州遭受严重污染和环境损失，其中最靠近泄露油田的路易斯安那遭受惨重损失，路州南部沿海大量的红树林海岸被污染，大量野生动物死亡。
2020年5月底，因为弗洛伊德事件，路易斯安那州各大城市爆发反警察和民权示威，其中多个城市的示威活动升级为暴乱和抢劫，造成严重经济损失。

## 法律與政府
路易斯安那州的政府是行政、立法和司法三项都是有自主权，只有国防与外交例外。民主黨和共和黨在这州势均力敌。美國眾議院有六個代表來自路易斯安那州，其中五個是共和黨人，而一個則是民主黨人。按照地理区分，路州的大城市如新奥尔良、巴吞鲁日、什里夫波特等地是自由派的民主党的阵地，而广大乡村地带则是保守派共和党阵地。
路易斯安那州的法律主體大致是按法國、德國和西班牙所使用的欧陆法系，有別於其他各州遵從的英式海洋法系。1997年該州乃第一個州份推行盟約婚姻法（covenant marriage），要求婚前諮詢及對離婚設定嚴苛的限制。

## 行政區劃
美國的路易斯安納州一共有64個堂區，“堂區”與美國另外47個本土州及夏威夷州的縣，是同一個級別的行政單位，另外阿拉斯加州既沒有縣也沒有堂區，而是劃分成自治市和統計區。

## 地理

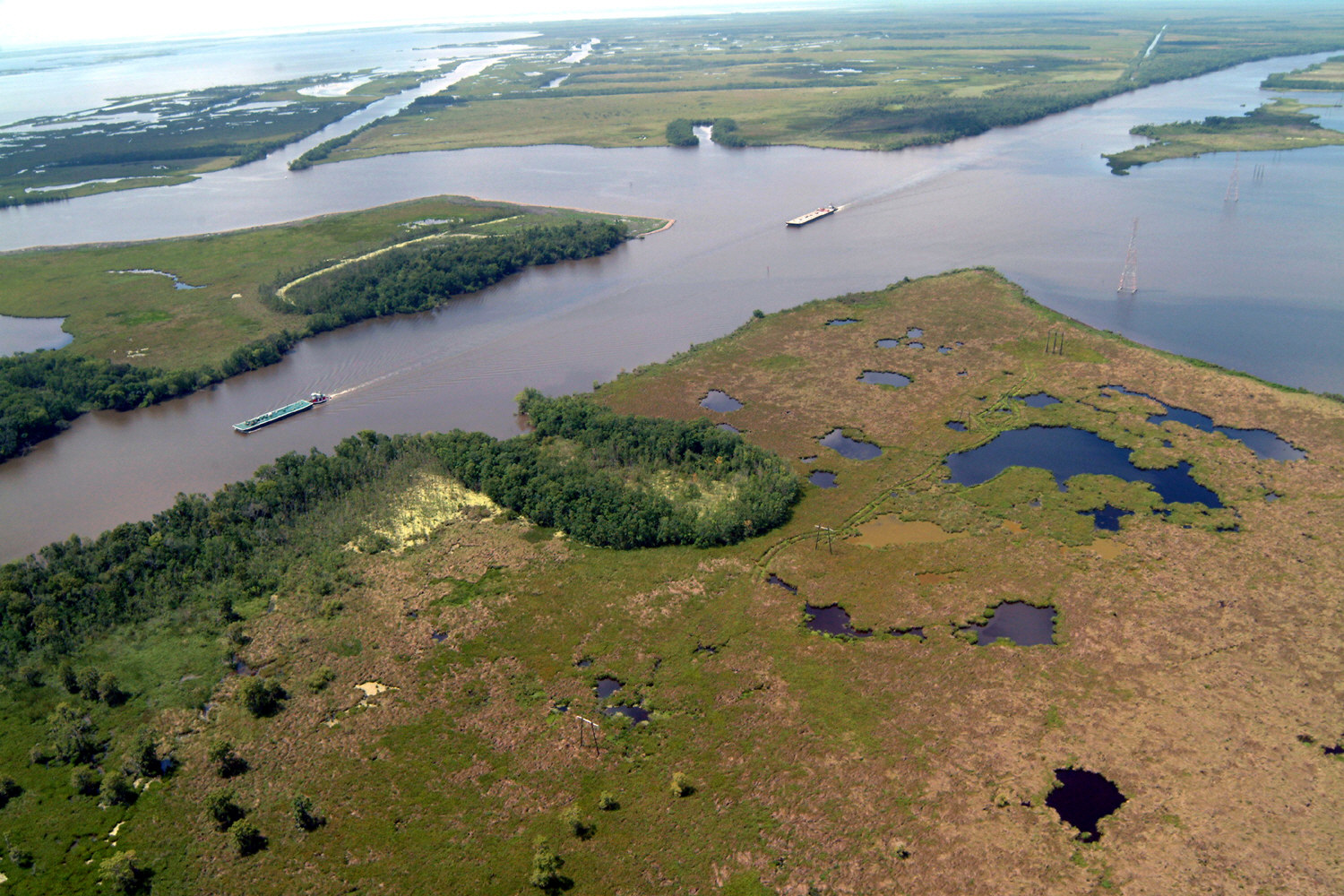
密西西比河河口

路易斯安那州東接密西西比州，西連德克萨斯州，南濱墨西哥灣，北與阿肯色州為鄰。
密西西比河流贯该州东部，河两岸是宽广的冲积平原，河口处形成广阔的三角洲，伸入墨西哥湾。由於屬密西西比河河的下游，大致上該州有兩類地形，其一是沖積平原，毗連南面海岸；其二則是高地，主要位處北面。沖積平原平均海拔30米，是全美國海拔最低的州。最高點在西北部的德里斯基尔山，海拔僅160米。
路易斯安那州属亚热带气候，夏季湿热，冬季温和，8月份平均最高气温28度，一月份平均最低气温8度。該州平均年降水量在什里夫波特为1200毫米，新奥尔良和巴吞鲁日之间為1600毫米。
森林覆盖率约为50%，主要树木为松、柏。

## 經濟

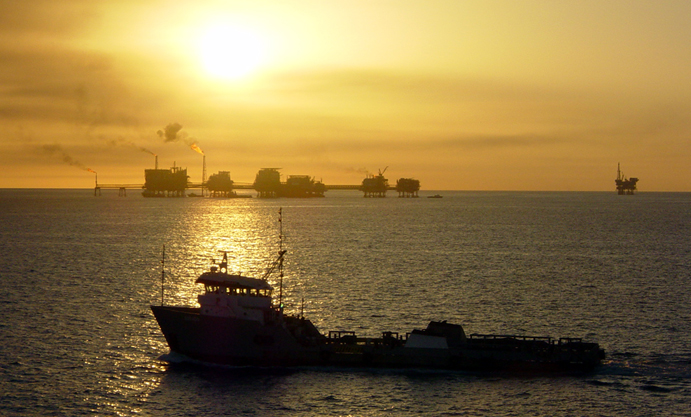
墨西哥灣漁船和油井

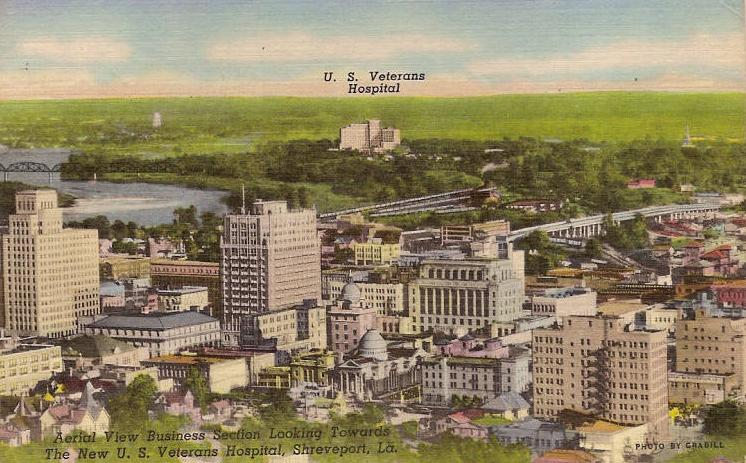
1953年的路易斯安那州什里夫波特

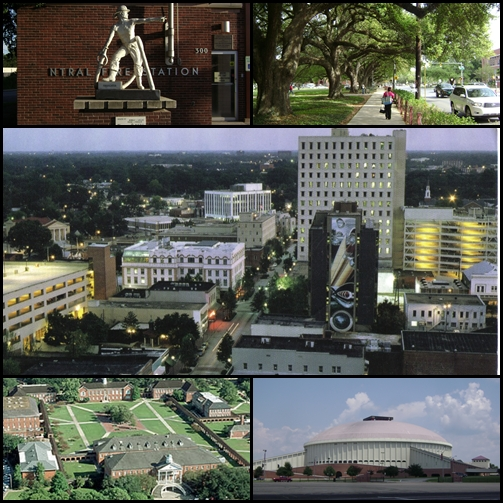
拉法葉城

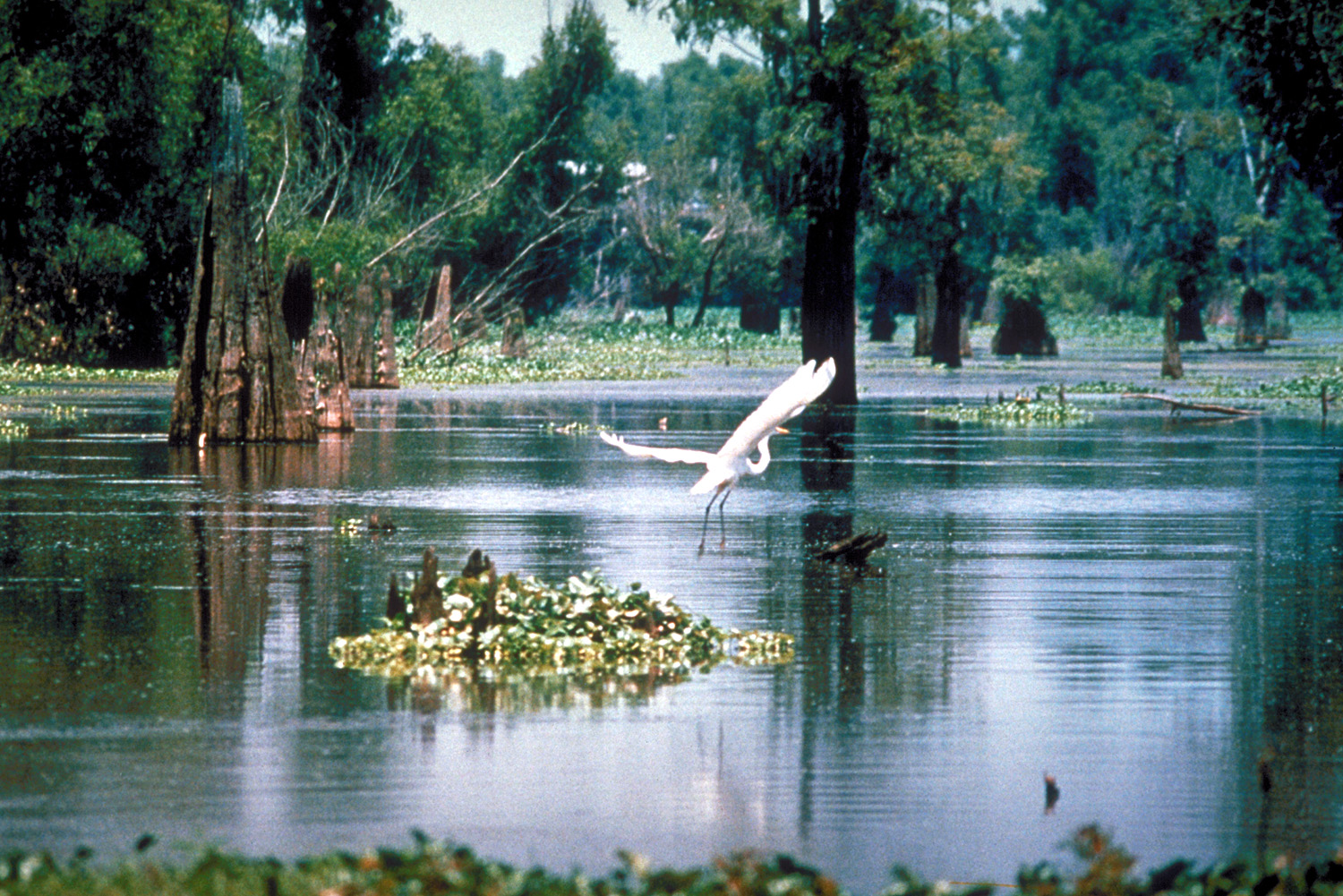
Atchafalaya 沼澤

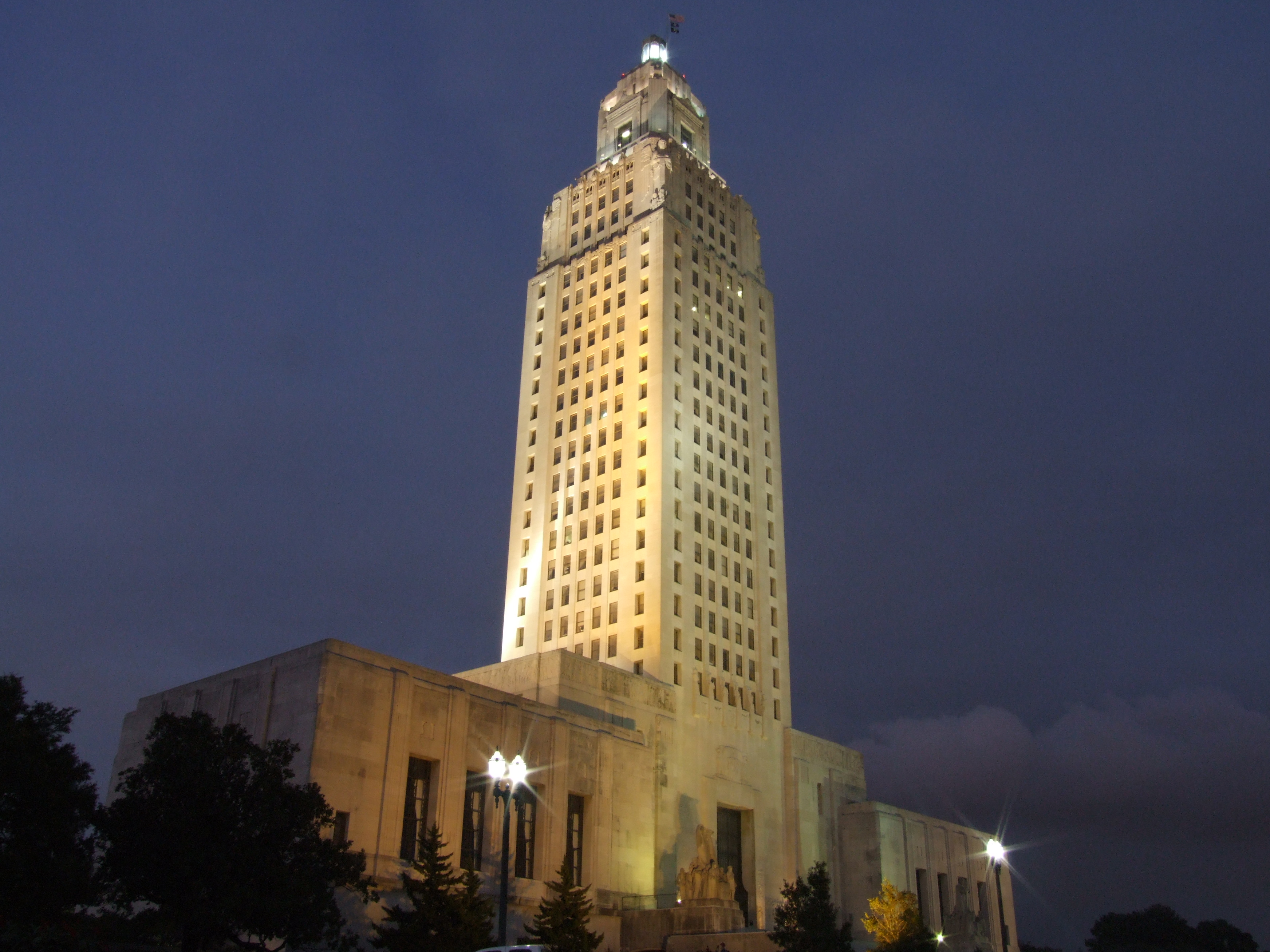
路易斯安那州政府大樓

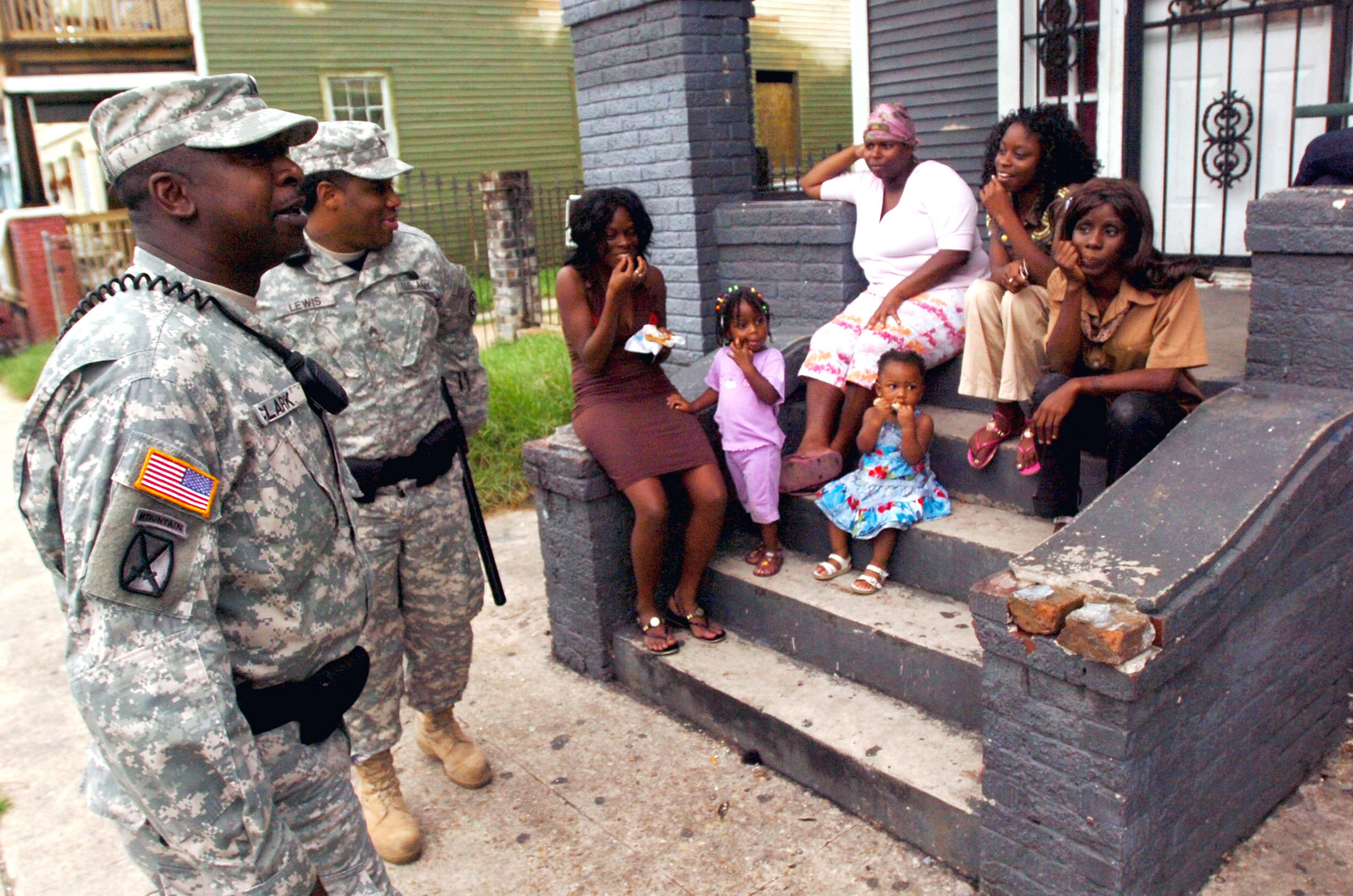
紐奧良貧民區

2005年路易斯安那州的国民GDP为1680亿美元，排在全国第24位。人均收入是30952美元，位列全美第41位。
该州主要的农产品包括水产品（是全球最大的小龙虾生产地，产量约占世界总产量的90%）、棉花、大豆、牛、甘蔗、禽蛋类、奶制品和稻米。北部盛产棉花，南部广种甘蔗，西南部沼泽地区培植水稻。該州甘蔗產量列全国第三位，仅次于佛罗里达州及夏威夷兩個州。稻米产量則列全国第四位，次于阿肯色州、加利福尼亚州及德克萨斯州。1960年前棉花在农产值中占首位。墨西哥湾沿岸渔业发达，盛产虾、大鲱鱼、牡蛎和螃蟹。其中大鲱鱼产量居各州之冠，而大虾产量列全国第二位。蟹产量列第四位。
路易斯安那州的工业包括化工产品、石油和煤炭产品、食品加工、运输设备和纸制品。主要矿藏有石油、天然气和硫磺等。主要油田分布在什里夫波特和门罗之间，以及墨西哥湾沿岸。該州石油产量在全國仅次于德克萨斯州。
Tabasco酱汁，有美国最大的辣酱生产商之一Mcllhenny公司在市场上销售，而这个公司则创办于Avery岛。
南路易斯安那港，位于新奥尔良和巴吞鲁日之间的密西西比河畔，是西半球停泊量最大，世界停泊量第4大的河港，同时也是世界上最大的散装货河港。
旅游和文化在该州经济中占有重要地位，尤其是在新奥尔良地区，每年在这两项上的收入据估计有52亿美元。该州也主办过很多重要的文化活动，如世界文化经济论坛，每年秋天在新奥尔良莫里尔会议中心举办。
新奥尔良和什里夫波特也是繁荣的电影工业中心。州政府积极的金融政策和促进措施使当地的电影产业步入了快速发展的轨道。在2007年末2008年初，一个300000平方英尺（28000平方米）的电影摄影棚将在Treme开启，和众多艺术级的产品设备，和一个电影培训学院。
路易斯安那州有3种个人所得税等级，从2%到6%不等。消费税是4%：3.97%的该州消费税和0.03%的旅游促进地区消费税。行政分支机构在州税以外还征收他们自己的消费税。该州还有使用税，包括被税务部分配给当地政府的4%（使用税）。财产税则按当地水平进行评估和征收。路易斯安那是个享受政府补贴的州，每支付1美元就可得到联邦政府的1.44美元的补助。

### 联邦政府补贴和支出
路易斯安那的纳税人得到比州平均水平更高的联邦资金补贴（每1美元所要缴纳的联邦税）。2005年每1美元所征收的联邦税，该州公民在联邦支出方面收到大约1.78美元的补助。这在美国所有州中排名第4高，同时显示出自1995年每1美元的税得到1.35美元联邦支出补助（全国范围内排第7）有一个上涨的过程。临近几个州在每1美元所征收的联邦税的联邦支出补助为：德克萨斯0.94美元、阿肯色1.41美元和密西西比2.02美元。联邦支出在2005年以来得到特别调高是因为卡特里娜飓风所带来的灾后重建工作导致的。

### 能源
路易斯安那有丰富的石油和天然气。无论在陆上还是州境内的海面上都发现了丰富的石油和天然气储量。此外，巨大的石油和天然气储量在联邦行政机构外部大陆架（OCS）所管制的墨西哥湾被发现（在该州的海上）。据能源信息管理局的消息，墨西哥湾的外部大陆架是美国最大的石油生产区。除墨西哥湾外部大陆架，该州的石油产量排美国第4，石油储量占全美总量的2%。该州天然气总量约占全国的5%。最近在Haynesville页岩构造带发现部分或整个的Caddo、Bossier、Bienville、Sabine、De Soto、Red River和Natchitoches教区的天然气储量使该地区成为世界第4大天然气田，一些气井最初可以日产2500万立方英尺的天然气。
该州是世界上第一个在水面上进行石油钻探的地方，具体位置在州西北部的卡多湖。石油和天然气工业，就像运输和油气精炼等辅助工业一样，自20世纪40年代后就成为了该州的主导产业。自1950年开始，该州受到美国内政部的几次控告，联邦政府努力取消该州的水下土地财产权。这些控制着大量的石油和天然气贮液器。当70年代的石油天然气繁荣时期时，振奋了该州的经济。同样的，当80年代的天然气和石油危机时，很大程度上归因于联邦储备委员会的货币政策，该州的房地产、储蓄金和贷款以及当地银行都迅速贬值。该州的经济就像其20世纪后半页的政策一样，没能摆脱能源工业对经济的影响。自上世纪80年代后，这些工业在侯斯頓得到了整合。

## 人口
2019年，路易斯安那州有464萬人（含有大約20萬的法語人口）。目前路易斯安那州的種族比例可分為：
- 70.3% 是白人
- 22.5% 非裔美國人
- 2.4% 是拉美裔人
- 1.2% 是亞裔美國人
- 1.6%是印地安原住民
- 1.1 % 混合的種族

路易斯安那州的前五大居民祖先為：
1. 非裔美國人（32.5%）
2. 法國或加拿大魁北克法裔人（16.2%）
3. 美國各州移民（10.1%）
4. 德國人（7.1%）
5. 愛爾蘭人（7%）

路易斯安那是美國有較多法語人口的州之一，參見美國的法語。

### 宗教
與其他南部州份情況相若，路易斯安那州大部份居民都信奉基督新教，2014年皮尤研究中心數據指出新教徒佔成年人口57％，另26％為天主教徒，1％為耶和華見證人會友。無宗教信仰者佔成年人口13％(少數非裔信仰伏都教)。

## 重要城鎮
主要城市有：
- 巴頓魯治：此名稱在法文中有「紅杖」之意、故亦有別名為「紅杖市」，乃州首府
- 新奧爾良
- 什里夫波特
- 麥特
- 門羅
- 拉法葉

### 都会区
| 排名 | 都会区名稱              | 人口      |
| ---- | ----------------------- | --------- |
| 1    | 新奥尔良-梅泰里 MSA     | 1,270,399 |
| 2    | 巴吞鲁日 MSA            | 831,310   |
| 3    | 拉法叶 MSA              | 489,364   |
| 4    | 什里夫波特-波西尔城 MSA | 436,341   |
| 5    | 查尔斯湖 MSA            | 210,080   |
| 6    | 霍玛-蒂博 MSA           | 209,136   |
| 7    | 门罗 MSA                | 176,805   |
| 8    | 亚历山德里亚 MSA        | 153,044   |
| 9    | 哈蒙德 MSA              | 133,777   |
| 10   | 奥珀卢萨斯 μSA          | 82,764    |

## 教育
詳見路易斯安那州學院和大學列表

## 重要體育團體

### 美式足球
- NFL
  - 紐奧良聖徒
- NCAA
  - 路易斯安那州立大学猛虎队（Louisiana State University / LSU Tigers）

### 棒球
- 小聯盟
  - 紐奧良微風（New Orleans Zephyrs，3A級太平洋岸聯盟，母隊：華盛頓國民）

### 籃球
- NBA
  - 紐奧良鵜鶘
- NCAA
  - 路易斯安那州立大学

## 交通

### 重要機場
- 新奥尔良路易斯阿姆斯特朗国际机场（MSY）

### 重要高速公路
- 10號州際公路
- 20號州際公路
- 49號州際公路
- 55號州際公路

## 知名人士
- 路易斯·阿姆斯特朗
- Terry Bradshaw
- Clarence "Gatemouth" Brown
- 小亨利·康尼克
- Ike Hilliard
- 傑瑞·李·劉易斯
- 休伊·皮尔斯·朗
- 卡爾·馬龍
- 伊莱·曼宁（Eli Manning）
- 培頓·曼寧
- 杰利·罗尔·莫顿
- 喬納森·派柏邦
- Lead Belly
- Master P
- Edward Avery McIlhenny
- Paul Mooney
- 陈纳德将军
- 李·哈維·奧斯瓦爾德
- 安妮·莱斯
- 布蘭妮·斯皮爾斯
- 田纳西·威廉斯

## 外部連結
- 路易斯安那州行政区划（中文）[永久]
- 杜兰大学 -- Tulane University （页面存档备份，存于）